# مهدی‌آباد (کهدوئیه)
مهدی‌آباد روستایی در دهستان کهدوئیه بخش گاریزات شهرستان تفت استان یزد ایران است.

## جمعیت
بر پایه سرشماری عمومی نفوس و مسکن در سال ۱۳۹۵ جمعیت این روستا ۲۱ نفر (۹خانوار) بوده‌است.